# Adam Armanda
Adam Armanda (Kraj kod Rijeke, 18. listopada 1898. — Zagreb, 1. ožujka 1958.), inženjer brodogradnje, pukovnik Jugoslavenske ratne mornarice (JRM) i sveučilišni profesor u Zagrebu. U Kraljevskoj mornarici je od 1927. U Pomorskom arsenalu Tivat bio je šef brodograđevnog i konstrukcijskog odsjeka. U JRM-u je od rujna 1943. šef tehničke službe u Komandi splitskog područja, i u Komandi mornarice, a zatim šef tehničke službe Baze NOVJ-a u Italiji. Od rujna 1944. načelnik je inženjerijsko-tehničkog odjeljenja Komande RM. Zapovijedao je spašavanjem i dizanjem preko 450 potonulih brodova. Izabran je 1946. za redovnog profesora Tehničkog fakulteta u Zagrebu. Autor je mnogih članaka iz brodogradnje.